# Шестой (фильм)
«Шесто́й» — советский приключенческий художественный фильм, поставленный на Центральной киностудии детских и юношеских фильмов имени М. Горького в 1981 году режиссёром Самвелом Гаспаровым.
Премьера фильма состоялась в апреле 1982 года.

## Сюжет
Действие происходит вскоре после Гражданской войны. В маленький городок приехал новый начальник милиции Глодов, шестой по счёту. Предыдущие пятеро начальников милиции были убиты преступной бандой Вахрамеева. Глодов хочет расправиться с бандой преступников и собирает для этого команду верных людей. Бывшие сослуживцы Глодова — врач Александр и пастух Охрим, парикмахер Павлик, а также цирковой борец Никита и молодой милиционер Лушков. Им и предстоит принять неравный бой с бандитами.
В результате дерзкой операции Глодову удаётся вывести на чистую воду злоумышленника, однако при этом погибает почти весь его отряд.

## В главных ролях
- Сергей Никоненко — Роман Григорьевич Глодов
- Владимир Грамматиков — Павлик
- Михаил Пуговкин — Мироныч
- Евгений Бакалов — Аристарх Лушков
- Тимофей Спивак — Александр
- Сергей Ульянов — Никита
- Махарбег Кокоев — Охрим

## В ролях
- Михаил Козаков — Данилевский
- Лариса Белогурова — Ольга
- Нина Меньшикова — Ольга Васильевна
- Марина Яковлева — Елизавета

## В эпизодах
- Виктор Мельников — Мириков, скрипач
- Борис Гитин — бандит
- Георгий Милляр — старик-шахматист
- Александр Галибин — наводчик и связной банды вахрамеевцев
- Сергей Николаев — трактирщик
- Леван Закареишвили, Гера Гуджедиани, М. Гуревич, Владимир Дмитриев, Валерий Янклович
- В титрах не указаны:
- Игорь Класс — Корытин, начальник милиции
- Григорий Лямпе — Лёва Затирко, портной
- Олег Федулов (каскадёр) — бандит
- Виктор Андриенко, Гусейн Ахундов

## Съёмочная группа
- Автор сценария — Рамиз Фаталиев
- Режиссёр-постановщик — Самвел Гаспаров
- Оператор-постановщик — Александр Ковальчук[1]
- Художник-постановщик — Ной Сендеров
- Художник по костюмам — Лидия Коняхина
- Композитор — Алексей Зубов
- Звукооператор — Борис Голев
- Режиссёр — Амурбек Гобашиев
- Редактор — В. Кибальникова
- Операторы — Анатолий Буравчиков, Б. Филимонихин
- Художники-гримёры — Алексей Смирнов, Т. Смирнова
- Монтажёр — Татьяна Малявина
- Ассистенты:
режиссёра — С. Шадрина, А. Дёмин
оператора — В. Меньшиков
- Консультант — генерал-лейтенант милиции, профессор П. А. Олейник
- Государственный симфонический Оркестр кинематографии СССР
Дирижёр — Сергей Скрипка
- Директор картины — Роман Конбрандт
- Постановщик трюков — Александр Филатов

## Дополнительные факты
- Фильм снят на плёнке Шосткинского п/о «Свема»
- Фильм снимали в Гурзуфе и несколько сцен в Ялте (отделение милиции — современное здание «Сбербанка» на ул. Чехова; съёмки на ул. Ширяева и ул. Мичурина).
- Сюжетная линия восходит к классическим «Семи самураям» Акиры Куросавы.